# Янцзян
Янцзя́н (иер. трад. 陽江, упр. 阳江, ютпхин: Joeng⁴gong¹, пиньинь: Yángjiāng) — городской округ в провинции Гуандун КНР.

## География
На западе Янцзян граничит с городским округом Маомин, на севере — с городским округом Юньфу, на востоке — с городским округом Цзянмынь.
Побережье округа Янцзян регулярно подвергается ударам тайфунов.

## История
В эпоху Южных и северных династий в 523 году, когда эти места входили в состав империи Лян, были созданы Янчуньский округ (阳春郡) и уезд Янчунь (阳春县).
После объединения китайских земель в империю Суй округа были упразднены, поэтому в 590 году Янчуньский округ был расформирован. В 598 году был создан уезд Янцзян (阳江县). Во времена империи Тан в 621 году была создана Чуньчжоуская область (春州), власти которой разместились в уезде Янчунь, а в 649 году была создана Эньчжоуская область (恩州), власти которой разместились в уезде Янцзян.
Во времена империи Сун в 1042 году Эньчжоуская область была переименована в Наньэньскую область (南恩州). В 1073 году Чуньчжоуская область была присоединена к Наньэньской области. После основания империи Мин Наньэньская область была в 1368 году расформирована, а уезды Янчунь и Янцзян были подчинены Чжаоцинской управе.
Во времена империи Цин уезд Янцзян в 1867 году был поднят в статусе и стал Янцзянской непосредственно управляемой областью (阳江直隶州), в подчинение властям которой перешли уезды Янчунь, Кайпин и Эньпин. В 1870 году Янцзянская непосредственно управляемая область была преобразована в Янцзянский непосредственно управляемый комиссариат (阳江直隶厅), а уезды Янчунь, Кайпин и Эньпин вернулись в подчинение властям Чжаоцинской управы. В 1906 году Янцзянский непосредственно управляемый комиссариат вновь стал Янцзянской непосредственно управляемой областью, в подчинение властям которой перешли уезды Янчунь и Эньпин. После Синьхайской революции в Китае была проведена реформа структуры административного деления, в результате которой области были упразднены, поэтому в 1912 году территория, напрямую управлявшаяся властями Янцзянской области, вновь стала уездом Янцзян.
После вхождения этих мест в состав КНР уезды Янцзян и Янчунь вошли в состав Специального района Юэчжун (粤中专区). В 1952 году административное деление провинции Гуандун было изменено: были расформированы специальные районы, и эти уезды вошли в состав Административного района Юэси (粤西行政区). В 1955 году было принято решение об упразднении административных районов, и в 1956 году уезды вошли в состав нового Специального района Чжаньцзян (湛江专区).
4 ноября 1958 года уезды Янчунь и Янцзян были объединены в уезд Лянъян (两阳县), но 25 марта 1961 года уезд Лянъян был вновь разделён на уезды Янчунь и Янцзян.
В 1970 году Специальный район Чжаньцзян был переименован в Округ Чжаньцзян (湛江地区).
В сентябре 1983 года округ Чжаньцзян был расформирован, и уезды Янчунь и Янцзян перешли в состав городского округа Цзянмэнь.
Постановлением Госсовета КНР от 7 января 1988 года уезды Янчунь и Янцзян были выделены из городского округа Цзянмэнь в отдельный городской округ Янцзян; уезд Янцзян был при этом расформирован, а на его территории были созданы уезд Янси и районы Цзянчэн и Яндун.
22 июня 1991 года район Яндун был преобразован в уезд.
Постановлением Госсовета КНР от 5 мая 1994 года уезд Янчунь был преобразован в городской уезд.
20 октября 2014 года уезд Яндун был вновь преобразован в район городского подчинения.

## Население
Основная часть населения сконцентрирована в урбанизированном районе Цзянчэн и примыкающей к нему части района Яндун. Среди населения Янцзяна распространён диалект гаоян, который является ветвью языка юэ. Некоторые культурные отличия имеются у рыбаков уезда Янси.

## Административно-территориальное деление
Городской округ Янцзян делится на 2 района, 1 городской уезд, 1 уезд:
| Карта                     | Карта    | Карта     | Карта         | Карта            | Карта         |
| ------------------------- | -------- | --------- | ------------- | ---------------- | ------------- |
| Цзянчэн Яндун Янси Янчунь |          |           |               |                  |               |
| Статус                    | Название | Иероглифы | Пиньинь       | Население (2020) | Площадь (км²) |
| Район                     | Цзянчэн  | 江城区    | Jiāngchéng qū |                  |               |
| Район                     | Яндун    | 阳东区    | Yángdōng qū   |                  |               |
| Городской уезд            | Янчунь   | 阳春市    | Yángchūn shì  |                  |               |
| Уезд                      | Янси     | 阳西县    | Yángxī xiàn   |                  |               |

## Экономика
Янцзян расположен между двумя важными экономическими регионами Южного Китая — регионом залива Бэйбу (Циньчжоу — Бэйхай — Чжаньцзян) и регионом дельты Чжуцзян (Гуанчжоу — Шэньчжэнь — Гонконг). 

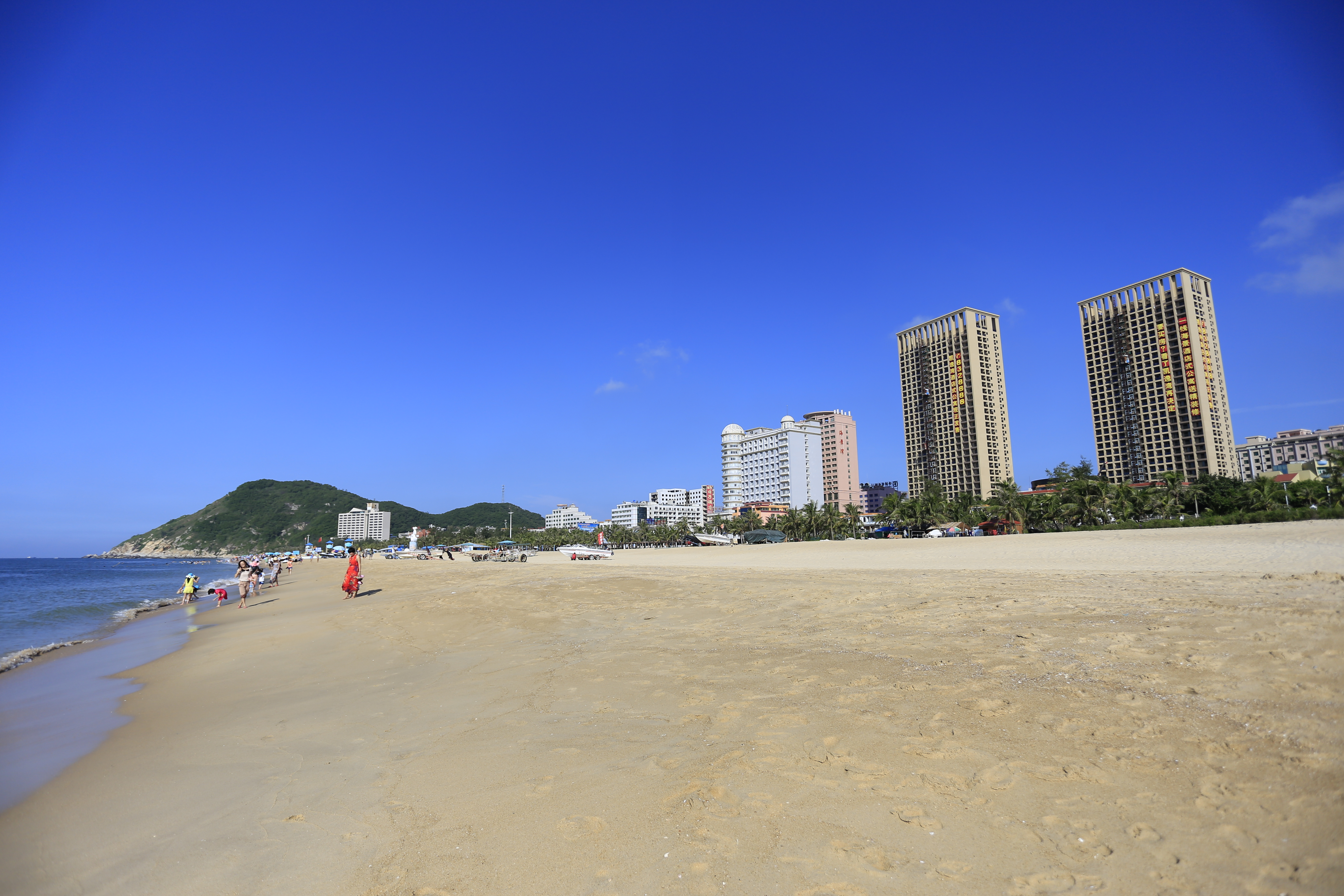
Пляж на острове Хайлин

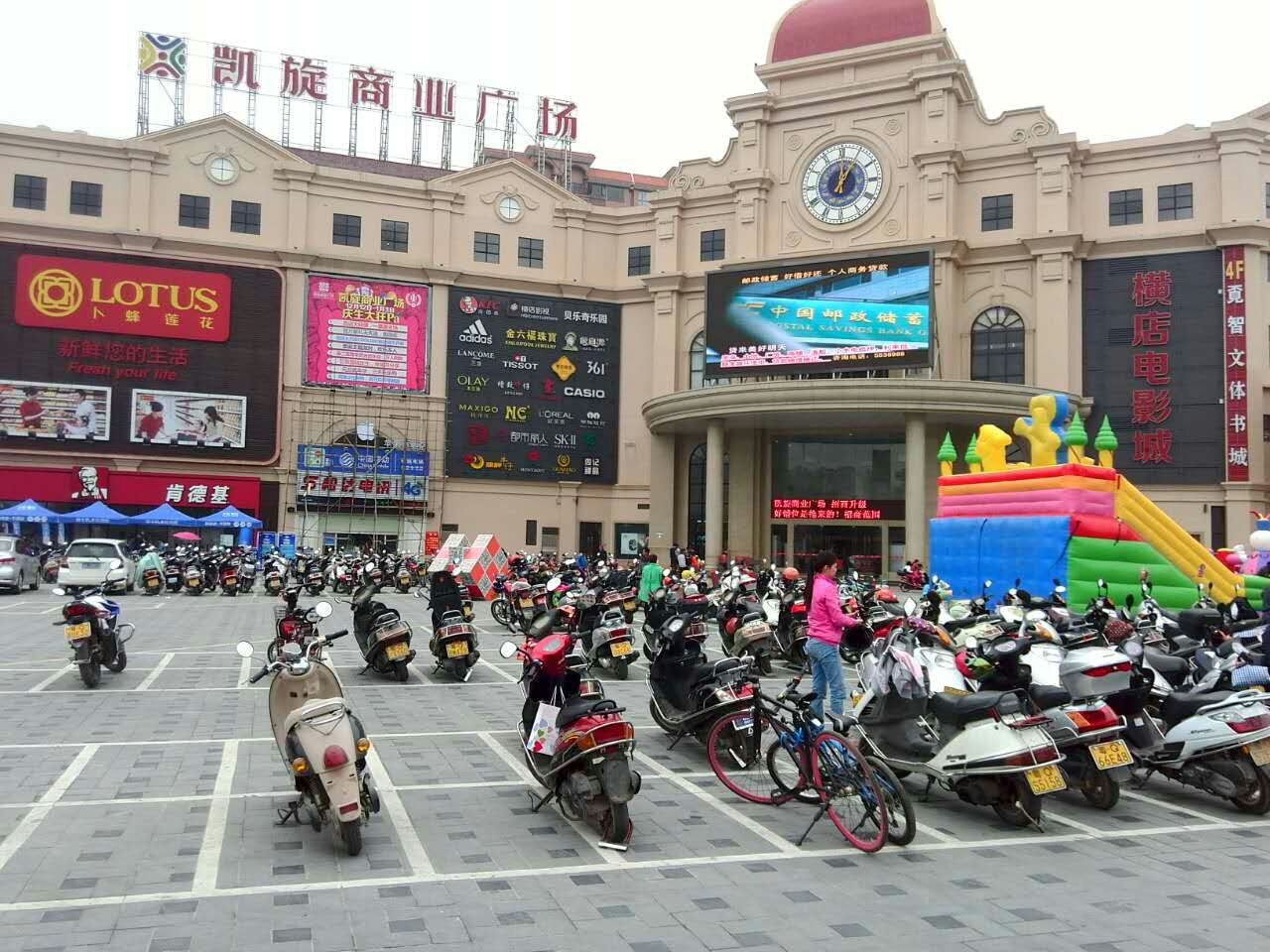
Торговый центр в Янси

В округе развито рыболовство, выращивание различных аквакультур (красные водоросли, креветки и кальмары), сельское хозяйство (рис, личи, лонган, арбуз, перец, картофель, лечебные травы, домашняя птица), производство продуктов питания (фабрика соевого соуса Kraft Heinz Company), одежды, строительных материалов, бумаги из бамбука и ножей (Yangjiang Shibazi, SUSELAN, Smart Wife, Zhangxiaoquan). В районе Яндун расположена крупнейшая в Китае АЭС Янцзян компании China General Nuclear Power Group, в районе Янси — одна из крупнейших в Гуандуне угольных ТЭС. Вдоль морского побережья построено несколько ветряных электростанций.

### Металлообработка
Янцзян является «столицей ножей» Китая: здесь выпускают кухонные и охотничьи ножи, секачи, сабли, хирургические скальпели, кухонные и маникюрные ножницы, складные ножи. В 2024 году в округе насчитывалось более 8,5 тыс. фирм, занятых производством и торговлей режущими инструментами; предприятия Янцзяна выпускали более 5 тыс. видов ножей и ножниц на сумму свыше 55 млрд юаней (на округ приходится 75 % производства и 85 % экспорта режущего инструмента Китая); в отрасли было занято около 200 тыс. человек. Продукция Янцзяна экспортируется в более чем 130 стран и регионов мира, в том числе в США, страны Западной Европы, Японию и Корею.

### Туризм
Остров Хайлин является известным морским курортом, который славится своими пляжами, отелями и парками развлечений. В уезде Янси имеются курорты, построенные вокруг горячих источников.
В Янцзяне представлены международные и общекитайские гостиничные сети Crowne Plaza, Hualuxe, Country Garden, 7 Days Inn, 3 Best Hotel и Vienna Hotel.

## Транспорт

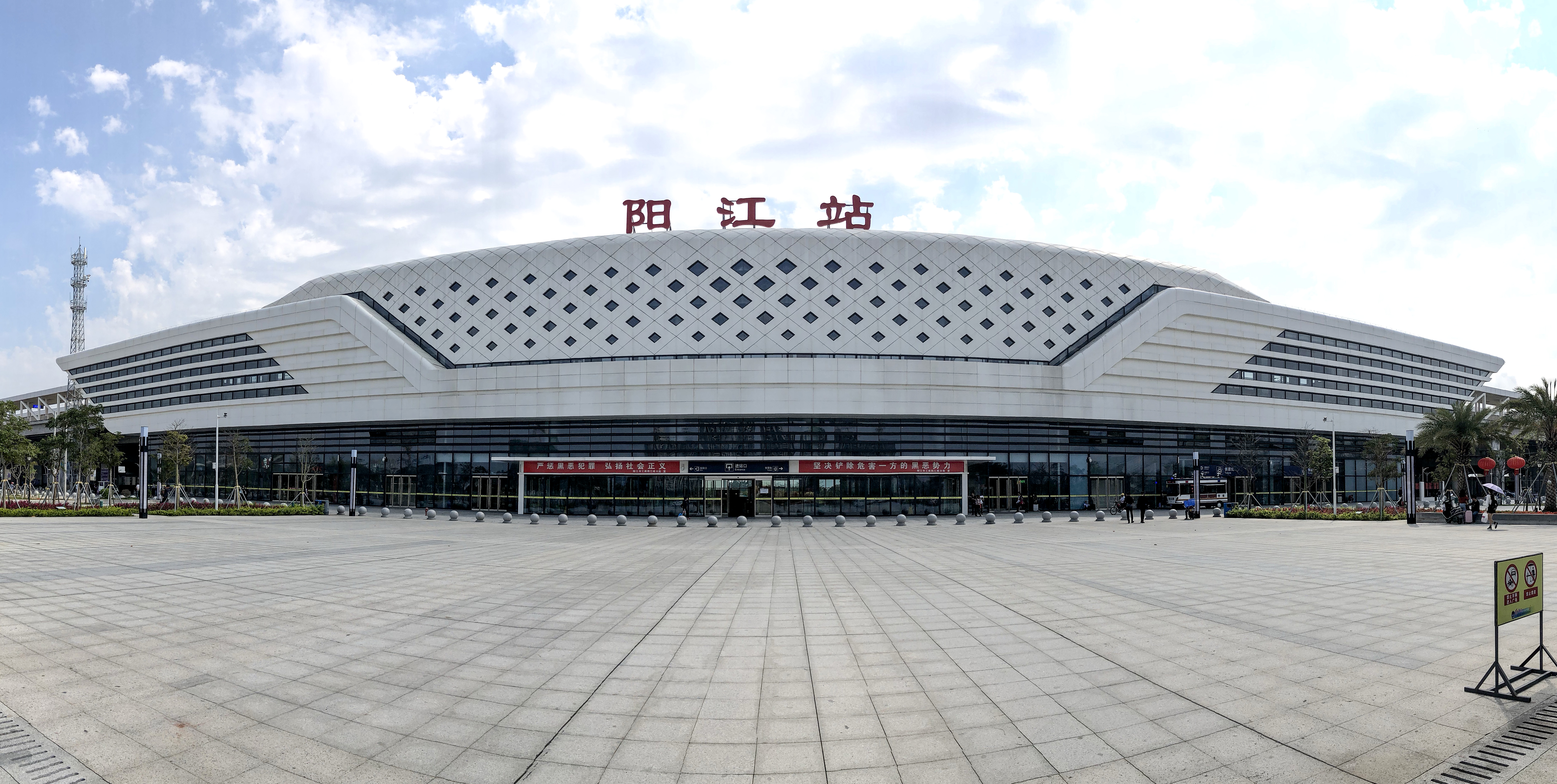
Вокзал Янцзяна

Главным транспортным узлом является вокзал Янцзяна, через который проходит высокоскоростная железнодорожная линия Шэньчжэнь — Чжаньцзян. Сохраняет своё значение и железнодорожная линия Гуанчжоу — Маомин, проходящая через станцию Янчунь.
Через территорию округа Янцзян проходит скоростная автомагистраль Шэньян — Хайкоу (G15), а также региональные автострады S32 и S51.
Ближайшие крупные аэропорты расположены в Чжаньцзяне и Чжухае, а ближайшие международные аэропорты — в Гуанчжоу и Шэньчжэне.

## Культура

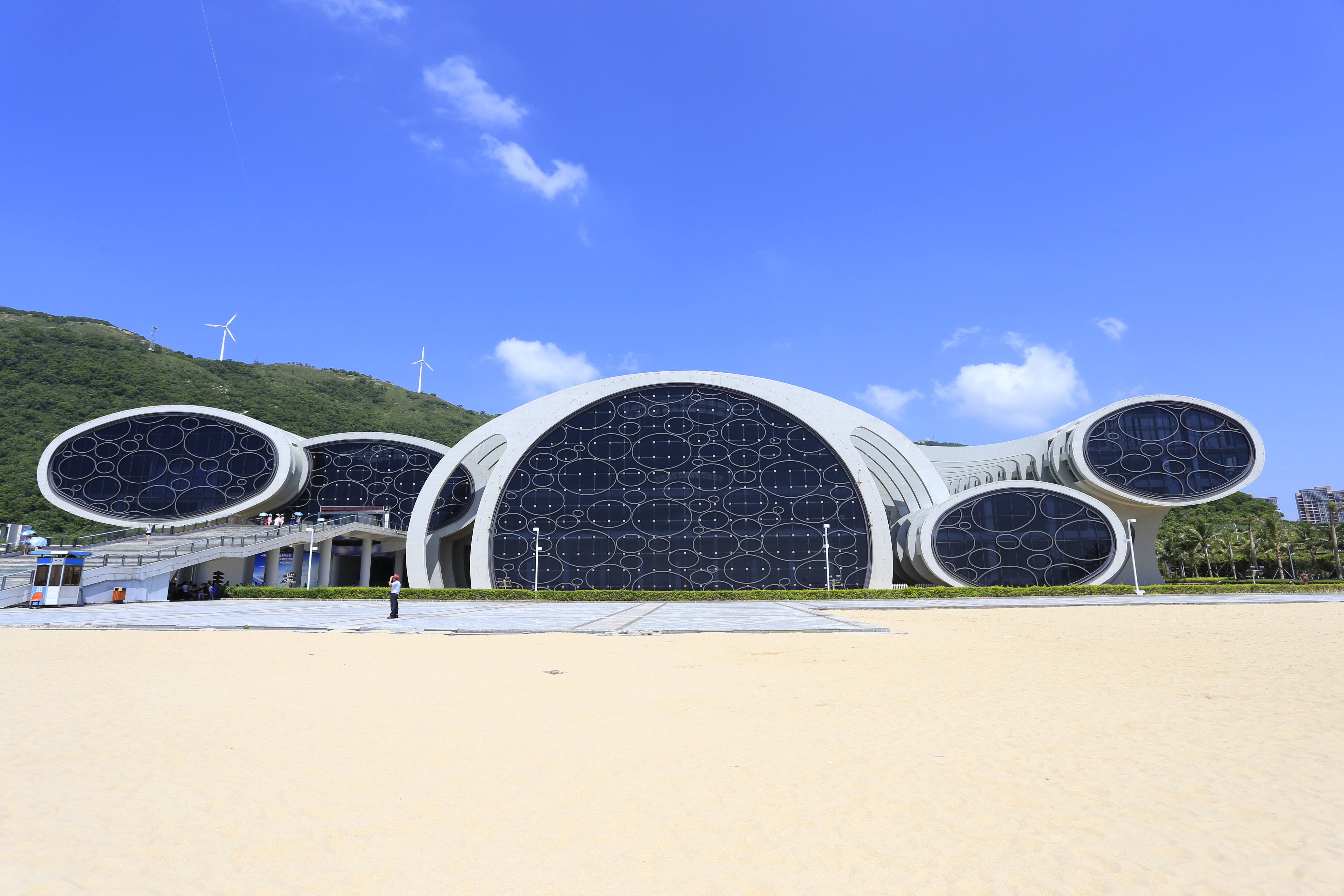
Музей морского Шёлкового пути

На острове Хайлин расположен Музей морского Шёлкового пути, открывшийся для публики в декабре 2009 года. В музее выставлены остатки деревянного торгового судна, затонувшего в здешних водах в XIII веке, а также тысячи артефактов, найденных в местах кораблекрушений.
Большой популярностью в прибрежной части округа Янцзян пользуется Праздник драконьих лодок.

## Галерея

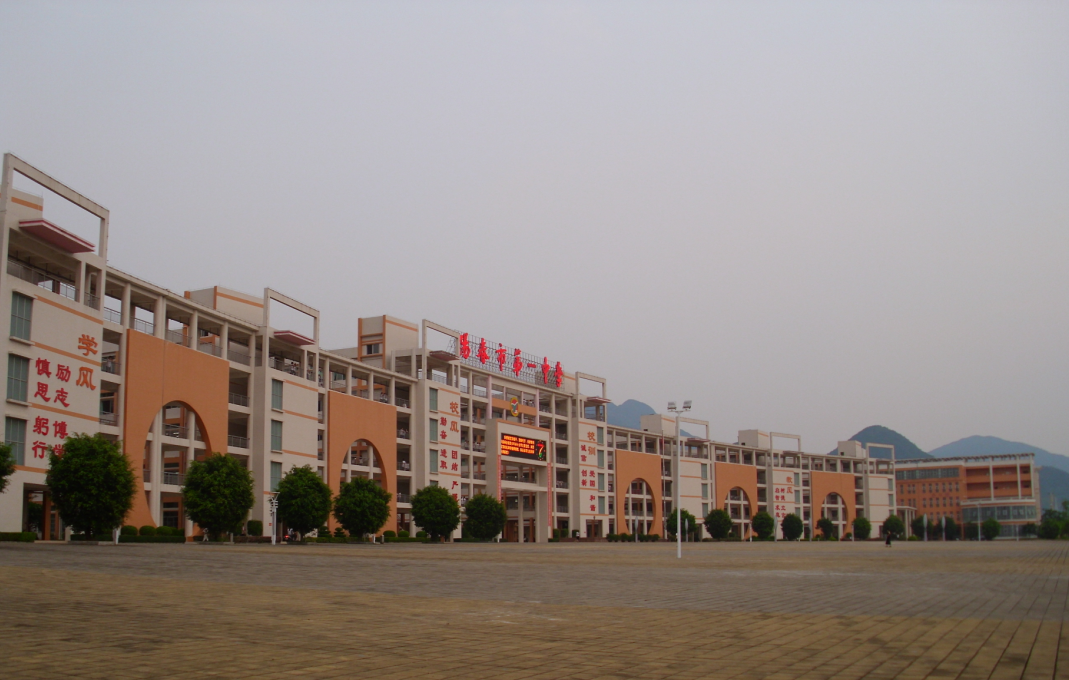
Школа в Янчуне